# Irvine Clifton Gardner
Irvine Clifton Gardner (* 19. September 1889 in Idaville, Indiana; † 29. Dezember 1972 in Fulton, Maryland) war ein US-amerikanischer Physiker.

## Leben
Irvine Clifton Gardner studierte an der Harvard University und wurde dort im Jahre 1915 mit der Dissertation Metallic Reflection in the Region of Extremely Short Wavelengths promoviert (Ph.D.).
Gardner arbeitete seit 1921 am National Bureau of Standards (NBS). 1932 veröffentlichte er im NBS Journal of Research eine Arbeit über die optischen Anforderungen für Luftbildfotografie aus Flugzeugen, was für entsprechende Anwendungen in der Astronomie, Sonnenforschung und Polarforschung bedeutend war. 1936 leitete Gardner die Expedition der National Geographic Society zur Beobachtung der Sonnenfinsternis vom 19. Juni 1936 auf dem Gebiet des heutigen Kasachstan. Dabei kam eine von Gardner entworfene 4 m lange Kamera mit einer 23-cm-Linse zum Einsatz und es gelangen die ersten Aufnahmen einer Sonnenfinsternis in natürlichen Farben. Im Jahr darauf nahm Gardner unter Floyd K. Richtmyer an der Expedition der National Geographic Society und US-Army zur Sonnenfinsternis vom 8. Juni 1937 teil und die Kamera kam auf der Insel Kanton erneut zum Einsatz.
Gardner leistete weitere Beiträge zur Optik, insbesondere zur fotografischen Abbildung. Ab 1950 leitete er die Abteilung für Optik und Metrologie am NBS. Im Jahre 1958 war er Präsident der Optical Society of America, 1959 trat er in den Ruhestand. Irvine Clifton Gardner starb am 29. Dezember 1972 in Fulton in Maryland.

## Ehrungen
- Der US-amerikanische Polarforscher Finn Ronne benannte das Gardner Inlet, eine Bucht des Palmerlands in der Antarktis, nach  Irvine Clifton Gardner, der an der Vorbereitung der Ronne Antarctic Research Expedition (1947–48) beteiligt war.[8]
- 1954 wurde ihm für herausragende Arbeiten auf dem Gebiet der Optik die Frederic Ives Medal verliehen.[9]
- 1959 wurde er zum Fellow der Optical Society of America ernannt.[5]
- Im Jahre 1976 benannte die International Astronomical Union den Mondkrater Gardner offiziell nach Irvine Clifton Gardner.[10]